# Ескішехір Ататюрк
«Ескішехір Ататюрк Стадіум» (тур. Eskişehir Atatürk Stadyumu) — багатофункціональний стадіон у місті Ескішехір, Туреччина, у минулому домашня арена ФК «Ескішехірспор». Нині не експлуатується.
Стадіон побудований та відкритий 1952 року. У 2008 році приведений до вимог Суперліги та частково УЄФА. Розташований на природоохоронній території. 2011 року було прийнято рішення про будівництво нового стадіону та знесення старого для звільнення території заповідника від будівель. У 2016 році відкрито «Єні Ескішехір Стадіум», який став новою домашньою ареною «Ескішехірспора», після чого «Ескішехір Ататюрк» було закрито. Однак, демонтаж арени не здійснений через тривалі суперечки щодо його долі та розвитку заповідної зони. 
Арені присвоєно ім'я видатного турецького діяча Мустафи Кемаля Ататюрка.